# Корженевич, Феодосий Константинович
Феодосий Константинович Корженевич (1899—1972) — советский военачальник, генерал-лейтенант.

## Биография
Феодосий Константинович Корженевич родился в 1899 году. Участник Гражданской войны с 1918. В 1924 окончил Киевское высшее военное общевойсковое училище. В 1931 Военную академию имени М. В. Фрунзе. С 1940 помощник генерал-инспектора кавалерии РККА.

### Во времяВеликой Отечественной
С июля 1941 — полковник, начальник оперативного отдела штаба Южного фронта. С августа 1941 начальник оперативного отдела штаба 6-й армии. 9 ноября 1941 Корженевичу присвоено звание генерал-майор. С февраля 1942 начальник штаба 9-й армии. С августа 1942 начальник штаба 66-й А. Член ВКП(б) с 1943. С марта этого же года начальник штаба Воронежского фронта. С мая 1943 начальник штаба Юго-Западного фронта. 25 сентября 1943 ему присвоено звание генерал-лейтенант. С октября 1943 начальник штаба 3-го Украинского фронта. С мая и августа 1944 по апрель 1945 начальник штаба 4-го Украинского фронта.

### После войны
После войны начальник штаба Бакинского ВО, начальник штаба Закавказского ВО, начальник штаба Центральной группы войск, на других ответственных должностях. В 1952 закончил военную академию Генштаба.

## Награды
- Орден Ленина (21.02.1945 — за выслугу лет)
- 4 ордена Красного Знамени
- Орден Кутузова 1-й степени
- Орден Богдана Хмельницкого 1-й степени
- Орден Суворова 2-й степени
- медали[3].